# Nicole Edelman
Nicole Elizabeth Edelman, coniugata Cagliari (Atlanta, 14 aprile 1994), è una pallavolista statunitense, palleggiatrice dell'Athletes Unlimited.

## Biografia
È figlia dell'ex pallavolista argentino Néstor Edelman. È sposata col pallavolista brasiliano Daniel Cagliari.

## Carriera

### Club
La carriera di Nicole Edelman inizia nei tornei scolastici del Colorado, giocando per la Fairview HS di Boulder; dopo le scuole superiori gioca a livello universitario, partecipando al 2012 al 2015 alla NCAA Division I con la Colorado.
Nella stagione 2016-17 firma il suo primo contratto professionistico in Svizzera, dove difende i colori del Franches-Montagnes, in Lega Nazionale A. Nella stagione seguente approda in Spagna, dove gioca in Superliga Femenina de Voleibol col Logroño, vincendo la Supercoppa spagnola, la Coppa della Regina e lo scudetto.
Nel campionato 2018-19 si trasferisce nella Ligue A francese, dove veste la maglia del Béziers, mentre nel campionato seguente emigra in Polonia, dove difende i colori del ŁKS, in Liga Siatkówki Kobiet, fino al gennaio 2020, quando si trasferisce al BKS per il resto dell'annata. Per la stagione 2020-21 torna a disputare il massimo campionato francese, ingaggiata stavolta dal Vandœuvre Nancy.
Dopo un periodo di inattività, partecipa all'Athletes Unlimited 2023.

### Nazionale
Tra il 2011 e il 2013 fa parte delle selezioni giovanili statunitensi, vestendo le maglie dell'Under-18 e dell'Under-20.

## Palmarès

### Club
- Campionato spagnolo: 1

2017-18
- Coppa della Regina: 1

2017-18
- Supercoppa spagnola: 1

2017